# Calomys hummelincki
Calomys hummelincki је врста глодара из породице хрчкова (лат. Cricetidae).

## Распрострањење
Ареал врсте покрива средњи број држава. Врста је присутна у следећим државама: Венецуела, Бразил, Колумбија, Аруба и Холандски Антили.

## Станиште
Станишта врсте су саване и травна вегетација.

## Угроженост
Ова врста се сматра рањивом у погледу угрожености врсте од изумирања.